# Kasra

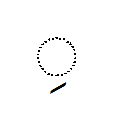
Kasra

Kasra (كَسْرَة), "esre" in het Turks, is een optioneel schriftteken in het Arabisch schrift dat voor de beklinkering van teksten dient.
Het dient om de korte klinker i aan te geven, zoals in "pit". De kasra schrijft men als een korte schuine streep en geeft men aan onder de te beklinkeren medeklinker.

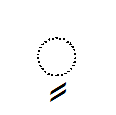
Kasratān

Voor het aangeven van de accusatiefuitgang "-i" bij bepaalde zelfstandige naamwoorden en bijvoeglijke naamwoorden gebruikt men eveneens de kasra.
In het geval van een onbepaalde accusatiefuitgang is de uitgang "-in" en schrijft men twee kasra-tekens onder elkaar, de kasratān.

## Kasra in Unicode
| Unicode Codepoint | U+0650           |
| Unicode-Name      | ARABIC KASRA     |
| HTML              | &#1616;          |
| ISO 8859-6        | niet beschikbaar |

## Kasratān in Unicode
| Unicode Codepoint | U+064D           |
| Unicode-Name      | ARABIC KASRATAN  |
| HTML              | &#1613;          |
| ISO 8859-6        | niet beschikbaar |

Basisalfabet: ا (alif) · 
ب (ba) · 
ت (ta) · 
ث (tha) · 
ج (jim) ·
ح (ḥa) ·
خ (kha) ·
د (dal) ·
ذ (dhal) ·
ر (ra) ·
ز (zai) ·
س (sin) ·
ش (sjin) ·
ص (ṣad) ·
ض (ḍad) ·
ط (ṭah) ·
ظ (ẓa) ·
ع (ain) ·
غ (gain) ·
ف (fa) ·
ق (qaf) ·
ك (kaf) ·
ل (lam) ·
م (mim) ·
ن (nun) ·
ه (ha) ·
و (waw) ·
ي (ya)
Aanvullende tekens: ء (hamza) ·
آ (alif madda) ·
ة (tāʾ marbūṭa) ·
ى (alif maqṣūra) ·
لا (lām-alif)
Klinkertekens: fatḥa ·
kasra ·
ḍamma ·
shadda ·
sukūn ·
waṣla